# Chadżochskaja tiesnina
Chadżochskaja tiesnina (ros. Хаджохская теснина), Kamiennomostskij kanion (ros. Каменномостский каньон) – wąwóz, część przełomu rzeki Biełej na pn.-zach. przedpolu Kaukazu. Położony jest na południowo-zachodnim skraju osiedla Kamiennomostskij w autonomicznej republice Adygeja (południowe rejony europejskiej części Federacji Rosyjskiej). Długość wąwozu wynosi 400 m. Jest w nim urządzony szlak turystyczny.
Szlak jest wyposażony w dróżki, drabinki, balustradami. Most samochodowy przez kanion dzieli szlak na dwie części. W dolnej części jest urządzona woliera, w której jest trzymany dorosły niedźwiedź.
Przy zbliżaniu się do wąwozu drogą, wiodącą na lewy brzeg rzeki Biełej, nie widać doliny rzecznej. Tylko przy podejściu do mostu zaczyna być widoczna przepaść szerokości 6–7 m i głębokości 35. Wyrwawszy się z wąwozu rzeka spowalnia swój bieg, rozszerzając się do 50–60 m.
Wąwóz powstał w ten sposób, że spękany wapień w kontakcie z wodą, poddał się powolnemu rozpuszczaniu i wypłukiwaniu. Dzięki wryciu się rzeki w głąb i wszerz, podniesieniu gór w toku dziesiątek tysiącleci, dolina przybrała współczesny kształt.
Od 1979 kanion jest pomnikiem przyrody miejscowego znaczenia. Szlak jest włączony do marszruty grup przechodzących Wszechzwiązkowy Szlak Turystyczny nr 30.